# La Lyre du Nord

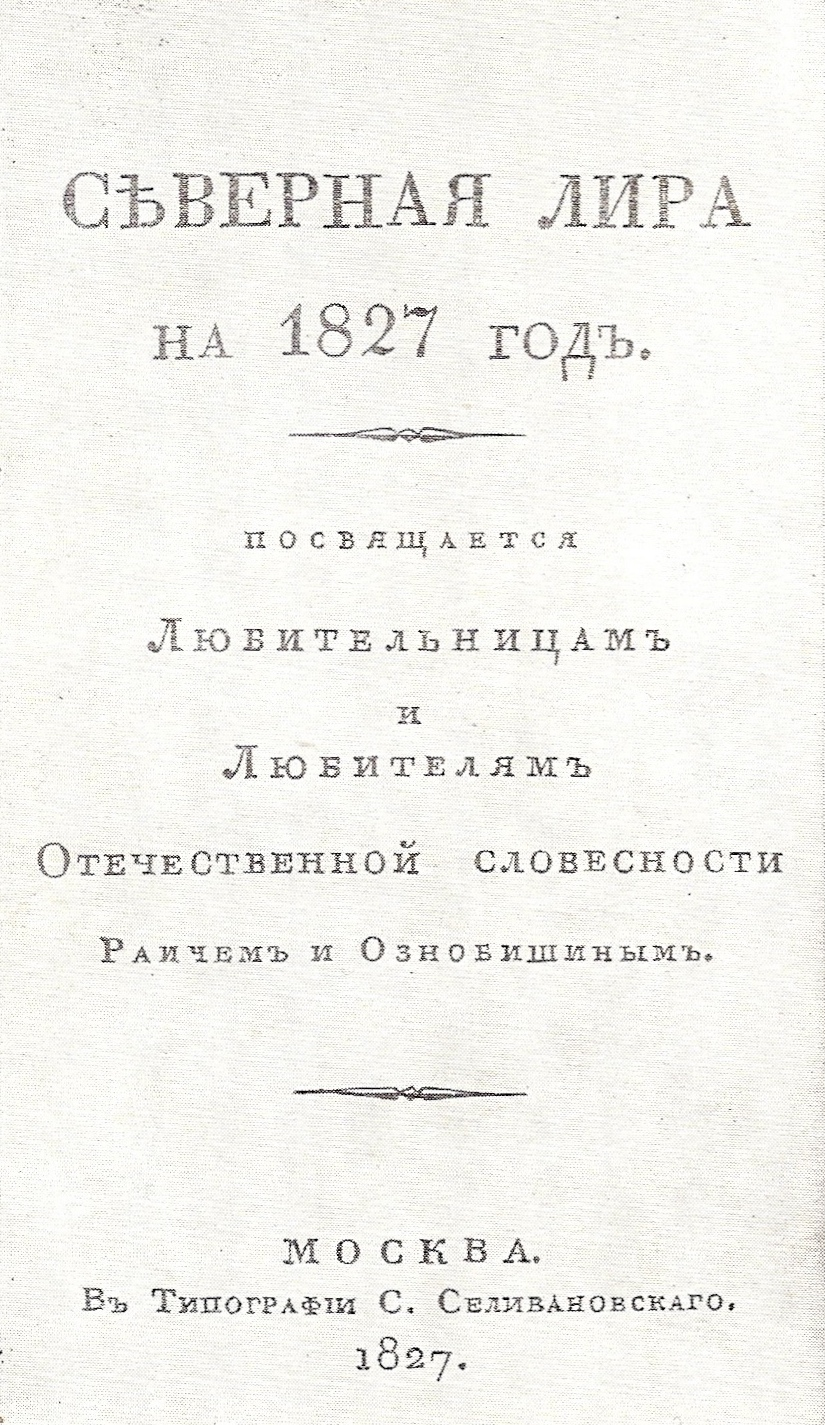
Page de la Lyre du Nord

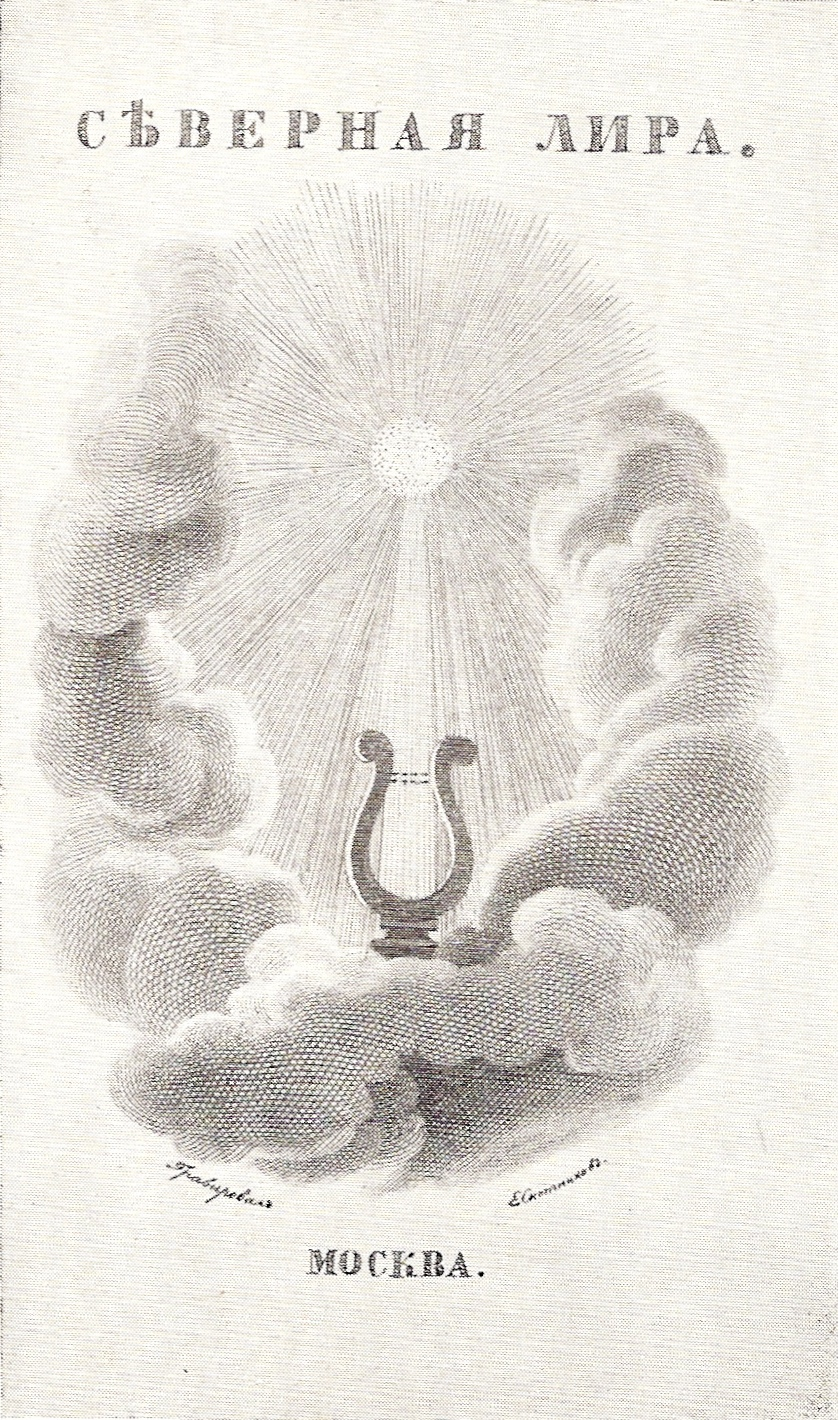
Couverture

La Lyre du Nord (Северная лира, severnaia lira) est un almanach littéraire russe qui fut édité par Semion Raïtch, à son retour d'un préceptorat en Ukraine, et Dmitri Oznobichine à Moscou en 1827.
La plus grande partie de cette revue est consacrée aux œuvres des membres de la « Société des amis » de Raïtch. Cet almanach ne parut qu'une fois. La prose et les vers sont publiés alternativement à la différence d'un autre almanach de l'époque, Les Fleurs du Nord, qui comprend deux parties. La plupart des auteurs proviennent de la revue Uranie qui paraît depuis 1826 et qui est éditée par le jeune historien Mikhaïl Pogodine.

## Contenu
Raïtch y publie huit de ses poèmes (dont Aux amis et Amela), deux traductions (Pétrone à ses amis et un extrait de La Jérusalem délivrée du Tasse) et un article de comparaison historique entre Pétrarque et Lomonossov. À la plume d'Oznobichine appartiennent des pastiches poétiques et des traductions de l'arabe (Nama et un pastiche de Djalal al-Din Souïyouti), du perse (pastiche du poète Hafez), de l'anglais (pastiche du poème de Byron She walks in beauty), du français (traduction de deux poèmes d'André Chénier) et deux poèmes originaux. De plus il publie deux récits orientalistes en prose et un article consacré à la musique avec un point de vue romantique qui reflète le regard esthétique de la « Société des amis ». L'article d'Oznobichine et ses traductions de langues orientales sont signées du pseudonyme Delübürader.
Deux poèmes du jeune Tiouttchev sont inclus dans l'almanach ainsi que ses quatre traductions (il traduit de l'allemand des vers de Schiller, de Heine et de Goethe et de l'anglais des vers de Byron Dans l'album des amis).
Un poète étranger à l'ancienne Société des amis de Raïtch, Vassili Toumanski, fait paraître quatre poèmes odessites, dont L'Ode grecque et Aux amis odessites. On trouve aussi dans cette unique parution de La Lyre du Nord la signature de Baratynski; du poète romantique trop tôt disparu Vénévitinov qui publie un article intitulé La sculpture, la peinture et la musique et un poème; de Pogodine qui publie un article sur la possibilité d'écrire un roman russe avec un sujet évoquant l'histoire russe; de Boulgarine qui publie un récit pseudo-oriental intitulé Le Janissaire; de Mouraviov qui livre cinq poésies, dont Ermak et Bakhtchissaraï - un fragment du poème Tauride; de Norov qui livre trois poèmes dont deux traductions partielles (parmi les premières en Russie) de La Divine Comédie de Dante; d'Androssov; du prince Wiazemsky; de Grekov; de Bürger; de Dmitriev; de Maximovitch; d'A.S. Norov; du prince Odoïevski; de Chevyriov, etc.

## Critique
Le contemporains accueillent favorablement la publication de La Lyre du Nord, mais une partie de la société cultivée émet des réserves. La place importante laissée au thème oriental ne plaît pas à la majorité des critiques littéraires et les traductions d'Ozobnichine-Deliburater est la cible d'opinions défavorables. Ainsi Pouchkine écrit dans une recension inachevée : « nous accordons aux journalistes arabes de s'effrayer en l'honneur de leurs poètes traduits par M. Deluburader - en ce qui nous concerne, nous trouvons ses propositions considérables pour un Tatare. »
La plupart des auteurs gagnent aux yeux des contemporains une réputation de former une « école moscovite » ou comme on l'écrira plus tard « tiouttchévienne », école principalement issue de la traduction.
La comparaison effectuée par Raïtch entre Pétrarque et Lomonossov est jugée comme douteuse et non convaincante. Les poèmes de La Lyre du Nord sont mieux appréciés que sa prose. La critique remarque surtout les vers de Tiouttchev, de Toumanski et de Mouraviov.
Beaucoup plus tard, Biélinski considère que La Lyre du Nord est un almanach de petits bourgeois:
« Des almanachs littéraires étaient aristocratiques, comme Les Fleurs du Nord, L'Album des muses du Nord, Dennitsa, et d'autres, petits bourgeois, comme par exemple L'Almanach de la Néva, Uranie, L'Arc-en-ciel, La Lyre du Nord, Alcyon, Tsarskoïe Selo, etc. et d'autres, simplement issus du petit peuple, comme Zimtserla, Céphée, La Comète, Le Bouquet, etc. Les almanachs aristocratiques publiaient des vers hauts en couleur de Pouchkine, de Joukovski, et paradaient avec les vers de Baratynski, de Yazikov, de Delwig, de Kozlov, de Podolinski, de Toumanski, d'Oznobichine, de F. Glinka, de Khomiakov et d'autres poètes qui étaient alors à la mode... Les almanachs petits bourgeois étaient surtout remplis d'articles d'auteurs de plume moyenne et publiaient, seulement pour courir derrière le succès, de petits morceaux obtenus par supplication auprès de Pouchkine ou d'autres célébrités. Quant aux almanachs paysans ils étaient remplis de ragoûts d'auteurs de quinzième ordre... »

## Source
- (ru) Cet article est partiellement ou en totalité issu de l’article de Wikipédia en russe intitulé « Северная лира » (voir la liste des auteurs).